# Gregorio Vélez
Gregorio Vélez (Salta, 10 de mayo de 1863 - Buenos Aires, 29 de enero de 1949) fue un militar argentino, que ejerció como Ministro de Guerra de su país durante la presidencia de Roque Sáenz Peña y usurpó el cargo de Gobernador de la Provincia de Salta merced a un golpe de Estado en 1930.

## Biografía
Estudió en el Colegio Nacional de Salta, en el Colegio Nacional de Santiago del Estero y en el Colegio Militar de la Nación, de donde egresó con el grado de alférez en 1885.
Entre 1891 y 1895 sirvió la frontera contra los indígenas de la región chaqueña sobre el río Pilcomayo. Posteriormente fue jefe del Regimiento de Artillería 1, al frente del cual participó en la represión de la revolución radical de 1905. Fue luego jefe de una brigada del Ejército y posteriormente jefe de la Cuarta División.
Fue nombrado ministro de Guerra de la Nación por el presidente Roque Sáenz Peña al asumir su mandato, en 1910. Se preocupó por el equipamiento del Ejército Argentino y fundó la Escuela de Aviación Militar en El Palomar, por decreto del 10 de agosto de 1912. El día de la inauguración de la Escuela acompañó al profesor Paillette en el vuelo inaugural, en una demostración de valor inusual para un funcionario de tan alto rango.
Inauguró el monumento al Ejército de los Andes en el Cerro de la Gloria, en Mendoza.
Tras el golpe de Estado del 6 de septiembre de 1930, después de un breve interinato, el dictador José Félix Uriburu lo nombró Gobernador de su provincia natal. Llevó adelante un mandato signado por el nacionalismo católico; en todas las oficinas públicas se colocó un cartel:

Dios, Hogar y Patria. Hermosa trilogía cuyos frutos son progreso, paz y fraternidad entre las naciones.

En los años siguientes fue senador provincial en Salta y luego se radicó en Buenos Aires. Falleció en la capital de la República en el año 1949.